# Ringer-Weltmeisterschaften 1974
Die Ringer-Weltmeisterschaften 1974 fanden nach Stilart getrennt an unterschiedlichen Orten statt. Dabei wurden die Ringer in jeweils zehn Gewichtsklassen unterteilt.

## Griechisch-römisch
Die Wettkämpfe im griechisch-römischen Stil fanden vom 10. bis zum 13. Oktober 1974 in Kattowitz statt. Die Sowjetunion konnte in allen 10 Wettbewerben Athleten auf dem Podest feiern. Beste Deutsche wurden Hans-Jürgen Veil in der Gewichtsklasse -57 kg und Lorenz Hecher in der Gewichtsklasse +100 kg, die jeweils den vierten Rang belegten.

### Medaillengewinner
| Klasse  | Gold               | Silber                | Bronze             |
| ------- | ------------------ | --------------------- | ------------------ |
| -48 kg  | Wladimir Subkow    | Constantin Alexandru  | Georgi Georgiew    |
| -52 kg  | Petar Kirow        | Waleri Arutjunow      | Nicu Gângă         |
| -57 kg  | Farchat Mustafin   | Józef Lipień          | Ivan Frgić         |
| -62 kg  | Kazimierz Lipień   | Anatoli Kawkajew      | László Réczi       |
| -68 kg  | Nelson Dawidjan    | Heinz-Helmut Wehling  | Andrzej Supron     |
| -74 kg  | Vítězslav Mácha    | Klaus-Peter Göpfert   | Iosif Berischwili  |
| -82 kg  | Anatoli Nasarenko  | Dimitar Iwanow        | Ion Enache         |
| -90 kg  | Waleri Resanzew    | Stojan Nikolow        | Dumitru Manea      |
| -100 kg | Nikolai Balboschin | Kamen Losanow Goranow | Nicolae Martinescu |
| +100 kg | Alexandar Tomow    | Schota Morschiladse   | János Rovnyai      |

### Medaillenspiegel
| Rang | Land                            | Gold | Silber | Bronze |
| ---- | ------------------------------- | ---- | ------ | ------ |
| 1    | Sowjetunion                     | 6    | 3      | 1      |
| 2    | Bulgarien                       | 2    | 3      | 1      |
| 3    | Polen                           | 1    | 1      | 1      |
| 4    | Tschechoslowakei                | 1    | 0      | 0      |
| 5    | Deutsche Demokratische Republik | 0    | 2      | 0      |
| 6    | Rumänien                        | 0    | 1      | 4      |
| 7    | Ungarn                          | 0    | 0      | 2      |
| 8    | Jugoslawien                     | 0    | 0      | 1      |

## Freistil
Die Wettkämpfe im freien Stil fanden vom 29. August bis zum 1. September 1974 in Istanbul statt. Die Ringer aus der Sowjetunion sicherten sich in neun der zehn Wettbewerbe Medaillen. Einzig Batal Gadschijew konnte sich mit einem fünften Platz in der Gewichtsklasse -62 kg nicht auf den Medaillenrängen platzieren. Beste deutsche Ringer waren die beiden Viertplatzierten Eduard Giray in der Gewichtsklasse -62 kg und Adolf Seger in der Gewichtsklasse -74 kg. Außerdem kam Heinz Eichelbaum als Fünfter in der Gewichtsklasse +100 kg noch unter die ersten Sechs.

### Medaillengewinner
| Klasse  | Gold                | Silber                 | Bronze                     |
| ------- | ------------------- | ---------------------- | -------------------------- |
| -48 kg  | Hassan Issaew       | Rafik Gadschiew        | Gordon Bertie              |
| -52 kg  | Yūji Takada         | Ali Rıza Alan          | Roman Dimitriew            |
| -57 kg  | Wladimir Jumin      | Ramezan Kheder         | Hans-Dieter Brüchert       |
| -62 kg  | Dsewegiin Oidow     | Docho Schekow          | Vehbi Akdağ                |
| -68 kg  | Nasrula Nasrualajew | Yasaburo Sugawara      | Tsedendambyn Natsagdordsch |
| -74 kg  | Ruslan Aschuralijew | Jantscho Pawlow        | Victor Zilberman           |
| -82 kg  | Wiktor Nowoschilow  | Mehmet Uzun            | Vasile Iorga               |
| -90 kg  | Lewan Tediaschwili  | Ismail Abilow          | Mehmet Güçlü               |
| -100 kg | Iwan Jarygin        | Chorloogiin Bajanmönch | Harald Büttner             |
| +100 kg | Ladislau Șimon      | Soslan Andijew         | Bojan Boew                 |

### Medaillenspiegel
| Rang | Land                            | Gold | Silber | Bronze |
| ---- | ------------------------------- | ---- | ------ | ------ |
| 1    | Sowjetunion                     | 6    | 2      | 1      |
| 2    | Bulgarien                       | 1    | 3      | 1      |
| 3    | Mongolei                        | 1    | 1      | 1      |
| 4    | Japan                           | 1    | 1      | 0      |
| 5    | Rumänien                        | 1    | 0      | 1      |
| 6    | Türkei                          | 0    | 2      | 2      |
| 7    | Iran                            | 0    | 1      | 0      |
| 8    | Deutsche Demokratische Republik | 0    | 0      | 2      |
| 9    | Israel                          | 0    | 0      | 1      |
|      | Kanada                          | 0    | 0      | 1      |